# IceCaps de Raleigh
Les IceCaps de Raleigh sont une franchise professionnelle de hockey sur glace en Amérique du Nord qui évoluait dans l'ECHL. L'équipe était basée à Raleigh en Caroline du Nord aux États-Unis.

## Historique
La franchise est créée en 1991. Elle est engagée dans l'ECHL jusqu'à la saison 1997-1998. La franchise est ensuite déplacée pour devenir les Lynx d'Augusta. Durant son existence, elle est affiliée aux River Rats d'Albany de 1995 à 1998 et aux Bandits de Baltimore en 1995-1996 de la Ligue américaine de hockey ainsi qu'aux Kings de Los Angeles en 1991-1992, aux Maple Leafs de Toronto en 1992-1993, aux Whalers de Hartford en 1993-1994, aux Devils du New Jersey de 1993 à 1998, aux Mighty Ducks d'Anaheim en 1995-1996 et aux Sénateurs d'Ottawa en 1996-1997 de la Ligue nationale de hockey.

## Statistiques
| No | Saison    | PJ | V  | D  | DP | DTB | BP  | BC  | Pts | Classement                 | Séries éliminatoires      | Entraîneur        |
| -- | --------- | -- | -- | -- | -- | --- | --- | --- | --- | -------------------------- | ------------------------- | ----------------- |
| 1  | 1991-1992 | 64 | 25 | 33 | 3  | 3   | 228 | 284 | 56  | 5e place, division Est     | Défaite au premier tour   | Kurt Kleinendorst |
| 2  | 1992-1993 | 64 | 37 | 22 | 3  | 2   | 289 | 262 | 79  | 3e place, division Est     | Défaite au troisième tour | Kurt Kleinendorst |
| 3  | 1993-1994 | 68 | 41 | 20 | 0  | 7   | 296 | 221 | 89  | 2e place, division Est     | Finaliste                 | Kurt Kleinendorst |
| 4  | 1994-1995 | 68 | 23 | 39 | 6  | 0   | 239 | 295 | 52  | 6e place, division Est     | Non qualifiés             | Rick Barkovich    |
| 5  | 1995-1996 | 70 | 23 | 34 | 0  | 13  | 215 | 266 | 59  | 6e place, division Est     | Défaite au premier tour   | Kurt Kleinendorst |
| 6  | 1996-1997 | 70 | 30 | 33 | 0  | 7   | 256 | 293 | 67  | 6e place, division Est     | Non qualifiés             | Kurt Kleinendorst |
| 7  | 1997-1998 | 70 | 32 | 33 | 0  | 5   | 236 | 254 | 69  | 5e place, division Sud-Est | Non qualifiés             | Dan Wiebe         |